# Чемпионат мира по современному пятиборью 1970
XVII Чемпионат Мира по современному пятиборью 1970 года.
На чемпионат прибыл 51 пятиборец из 18 стран. Среди участников немало тех, которые на предыдущем чемпионате прошли «обкатку». Они прекрасно сознавали, что успешное выступление в соревнованиях станет «пропуском» на Олимпиаду в Мюнхене. Это подогревало интерес к чемпионату. Кроме того, здесь вновь встретились главные соперники—команды СССР и Венгрии во главе с пятикратным чемпионом мира Андрашем Бальцо и серебряным призером чемпионата мира Борисом Онищенко. Успех команды ФРГ в Будапеште, впервые ставшей бронзовым призером, вселял надежду в хозяев увидеть свою команду на пьедестале почета. Многие уповали на опыт и фактор «родных стен». На страницах газет упоминались лучшие пятиборцы—Юрген Тодт, Вольфганг Шмидт, Элмар Фрингс, Вольфганг Годике, Вальтер Эссер, с именами которых связаны прочные позиции команды ФРГ в первой шестерке сильнейших, а также наказы болельщиков закрепить достигнутое на предыдущем чемпионате и продвинуться вперед.

## Конкур
В первый день соревнований не было сенсаций. Лишь 12 участников перешагнули рубеж 1000 очков. Максимальную сумму показал бразилец Маурио Патриссио Барросо (1100 очков), 2-й результат с разницей 15 очков у англичанина Роберта Фокса, 3-й—у венгра Петера Келемена, за ними следуют американец Роберт Бек, венгр Пал Бако, швейцарец Ханс Мюллер.
Бальцо не сразу нашел контакт со скакуном, что привело к нескольким повалам, в итоге лишь 940 очков. Онищенко тоже имел сбои на маршруте, но опередил своего основного соперника на 75 очков. В командном зачете после первого вида лидировала сборная Венгрии, за ней— команды Великобритании, Швеции, США, СССР и ФРГ.

## Фехтование
После относительной неудачи в конкуре Бальцо был предельно собран на фехтовальной дорожке. Умение владеть собой — первый показатель класса спортсмена, и Бальцо продемонстрировал его. В 37 боях из 50 его клиник достигал цели быстрее соперника, удержаться рядом Мог лишь американец Бек. Онищенко и финн Салминен ОП тали на одну победу, получив заветную 1000 очков. Частично восполнил свои потери в конкуре (795 очков) Белов, нафехтовав 912 очков.
- Положение после двух видов.

1. Бек (США) — 2077 очков
2. П. Келемен (Венгрия) — 2053
3. Б. Онищенко (СССР)
4. П. Бако (Венгрия)
5. Якобссон (Швеция)
6. А. Бальцо (Венгрия)

## Стрельба
Стрельба у пятиборцев всегда окружена атмосферой ожидания. Лица спортсменов — сплошная маски невозмутимости. Нет принятых в другие дни шуток, смеха, розыгрышей. Разговор о стрельбе — тема запрещенная. Это все знают и не суются с расспросами и напутствиями друг к другу.
Четко работают на огневом рубеже Онищенко и Белов, лишь четыре раза судьи фиксируют девятки и объявляют результат обоим 196 очков, у Шапарниса—189. Венгры стреляют слабее, но без срывов. Бальцо—193, Келемен—192, Бако—191 очко. Стрельба позволила советской команде сократить разрыв с лидирующей венгерской сборной на 110 очков, а Онищенко возглавить турнирную таблицу. Третий результат—195 очков показал представитель ФРГ Эссер, который как бы напомнил, что синева не собираются отсиживаться на задворках.

## Плавание
Дистанция 300 м вольным стилем.
Плавание выиграли венгры, увеличив разрыв с советской командой на 48 очков.
- Положение после четырех видов.

1. Б. Онищенко (СССР) — 4167 очков
2. П. Племен (Венгрия) - 4097
3. П. Бако (Венгрия) — 4054
4. А. Бальцо (Венгрия) — 4040.

## Бег
Последний день соревнований подогрел накал страстей, хотя, ситуация казалась вполне прогнозируемой. Борьбу за первое командное место предстояло вести двум сборным — Венгрии и СССР, а тройке из ФРГ оставалось преодолеть натиск американцев в борьбе за бронзовые награды. Что касается личного первенства, то Онищенко, имея на 127 очков больше Бальцо и на 70 больше Келемена, мог уже примерять лавры победителя. Но случай распорядился по-своему.
Знаменитый советский пятиборец в своей книге "13 стартов" написал Игорь Новиков: "Не скажу, что я знал, чем дело кончится, но береженого, верно говорят, бог бережет. Я спрашивал у Онищенко перед бегом: «Почему без шапочки бежать собираешься?» А он с вызовом и гонором: «Я так привык! Половину дистанции прошел Онищенко, услыхал, понял, что уже победил, уже чемпион. И был бы. Трасса шла лесом, а финишные 200—250 метров — из леса прямо под солнцем. Вот тут-то впервые в жизни и настиг Бориса солнечно-тепловой удар. 200 метров не бежал он, а, падая, поднимался, опять падал. Еле доплелся до финиша. За 14мин 42с пробежал Онищенко, без малого две с половиной минуты проиграл Бальцо. А шапочка, не исключено, уберегла бы его от удара. Научил его горький опыт: сейчас в шапочке бегает».
А вот, что записал в дневнике Андраш Бальцо: «Опять боролся с Онищенко, и Борис вновь пытался опередить меня. Онищенко со старта бежал, наращивая темп, надеясь этим выбить меня из ритма, но я не поддавался и продолжал бежать по своему графику. Борис отдал на дистанции все силы и финишировал чуть ли не на четвереньках. Во время бега я ориентировался на Онищенко, не обращая внимания на результаты Келемена. Падение темпа у Онищенко обескуражило меня, я не хотел верить в случившееся. А позже выяснилось, что Петер Келемен, сохранив одну секунду из накопленного ранее преимущества, стал чемпионом мира. Поражение не очень огорчило меня. Я уже не в том возрасте, когда победа или поражение на чемпионате мира сильно действует на человека. Меня интересует Олимпиада».

## Итоги чемпионата
Петер Келемен прервал серию побед Бальцо. Это была его вторая победа, первую он одержал на первенстве мира среди юниоров в 1966 году в Братиславе. Бальцо, проиграв своему соотечественнику 9 очков, был вторым, на 3-м месте Онищенко. В шестерку сильнейших пятиборцев вошли Бако, Белов и Шапарнис. В командной борьбе победили венгры, 2-е место за советской сборной. Команда ФРГ закрепила свой прошлогодний успех, завоевав бронзовые медали. Седьмой раз за последние 18 лет американцы заняли 4-е место, французы — 5-е, шведы — 6-е.

## Результаты

### Мужчины
| Дисциплина           | Золото                                             | Серебро                                                  | Бронза                                             |
| Индивидуальный зачет | Венгрия} · Петер Клемен ·                          | Венгрия · Андраш Бальцо ·                                | СССР · Борис Онищенко ·                            |
| Командный зачет      | Венгрия · Андраш Бальцо · Петер Клемен · Паль Бако | СССР · Стасис Шапарнис · Белов Вячеслав · Борис Онищенко | ФРГ · Вальтер Эссер · Элмар Фрингс · Карстен Редер |

## Распределение наград
| Место  | Страна  | Золото | Серебро | Бронза | Всего |
| ------ | ------- | ------ | ------- | ------ | ----- |
| 1      | Венгрия | 2      | 1       | 0      | 3     |
| 2      | СССР    | 0      | 1       | 1      | 2     |
| 3      | ФРГ     | 0      | 0       | 1      | 1     |
| Totale | Totale  | 2      | 2       | 2      | 6     |